# オコチャ (お笑い芸人)
オコチャ（1978年11月21日 - ）は、日本のピン芸人である。本名、冨田 雄大（とみた たけひろ）。吉本興業東京本社（東京吉本）に所属している。東京NSC4期生。
森三中、ロバート、インパルスなどと同期である。前述した3組が「花の4期生」と呼ばれる一方で、オコチャは「闇の4期生」と称される。自称「4期生最後の蕾（つぼみ）」。2008年3月現在は主な活動の場は舞台であり、メディアには吉本所属芸人から成るコンパ集団「入江軍団」の一員としての露出が中心である。ネタの合間に「オコチャッチャ♪」という合いの手を入れることがある。代表的なギャグに「ボールペンダンス」、「腰が抜けて立てない人」などがある。

## プロフィール
- 芸名の由来は元ナイジェリア代表のサッカー選手、オーガスティン・オコチャである。
- NSCを卒業後、吉本興業に履歴書を紛失されてしまい、本人が気付かないまま数年間所属扱いになっていなかった時期がある。
- 本人曰く「外見普通、中身変態」。
- 先輩芸人カラテカ入江主催のコンパ集団「入江軍団」の主力メンバー。テレビ東京系列「やりすぎコージー」にコンパ要員として入江らと共に出演歴有り。
- 神保町花月の芝居の演出に口を出す事がある。→現在冨田雄大（劇団オコチャ）名義で脚本を数多く執筆。かたつむり主演の「マジで忠臣蔵！！」は仙台やルミネtheよしもとで再演もされた。
- お笑いファンにすら全く無名の時期に、全労済ホールスペース・ゼロにて単独ライブを敢行した事がある。キャパシティが400の会場で実売は100程度。本人が大黒屋にチケットを持ち込んだところ、買取を拒否された。
- M-1グランプリでは何人かの他のピン芸人（シューレスジョーやとっしーなど）とコンビを組み、1大会に複数回出場することもあった。
- 小島よしおの千葉市立稲毛高等学校の先輩にあたる。小島よしおが入学時、オコチャは3年生。
- 同トークライブでは、他のゲストと異なり当初は呼ばれていないのに毎回押しかけて出演していた。そのため、オコチャをライブから排除するべきかどうかを検討する「駆除裁判」が同ライブ内で行われた。客席投票により駆除不要との結論に至ったが、駆除賛成派も多数存在していることが判明した。現在は永久ゲストとして毎月出演している。
- 2008年10月のカリカオールナイトトークライブで当人を被告とする裁判が開催される予定。2008年5月16日の同ライブに於けるトークのクオリティの低さが容疑。同ライブ主催者のカリカ家城より裁判の予告が行われた。
- 2009年1月より新潟LOTSで毎月開催されている「ロッツtheよしもと」で店長に抜擢され、時にはネタを披露することもある。
- 2011年11月22日お披露目会見を行い、2組目（全国初）の「宮城県住みます芸人」となる（2015年3月まで）。

## 主な活動
- 「犬の心オールナイトトークライブ」（レギュラーゲスト）
- 「ピンスポッ☆」
- 「ロッツtheよしもと」（新潟LOTSで2009年1月 - 毎月開催されるよしもと芸人によるお笑いライブ）店長
- 「ロッツtheよしもとRADIO」（FM-NIIGATA毎週金曜21:30 - /レギュラー）
- 「地元応援バラエティ このへん!!トラベラー」（TBCテレビ、2012年9月終了。《住みます芸人イチオシ倶楽部》コーナーを担当）
- 「OH!バンデス（奥さん出たモン勝ち レシートナンバーズ）」（ミヤギテレビ　毎週金曜15:50 - /レギュラー。2015年3月まで)[1]
- 宮城発地域ドラマ「独眼竜花嫁道中」（NHK BSプレミアム、2015年7月29日）[2]
- 「24時間テレビ「愛は地球を救う」」（ミヤギテレビ中継分。2015年 - ）

### 神保町花月脚本作品
- 2008年9月23日 - 2008年9月28日『あい LOVE ゆう』 （サカイスト主演）
- 2008年12月16日 - 2008年12月21日『三十路少年』 （ピクニック主演）
- 2009年3月3日 - 2009年3月8日『殺し屋一家の誕生日会』 （ロシアンモンキー主演）
- 2009年4月21日 - 2009年4月26日『宇宙でクロール』 （ライス主演）
- 2009年7月22日 - 2009年7月26日『月見草』第一話『ハイパーホワイト大好きアタック!!』 （ピクニック主演）
- 2009年10月21日 - 2009年10月25日『ぼのほの』 （もう中学生主演）
- 2009年12月27日 - 2009年12月30日『10年計画ボーイズ-前編- 煩悩のマシンガン』
- 2010年1月2日 - 2010年1月4日『10年計画ボーイズ-後編- ポチ袋のエクスタシー』
- 2010年4月6日 - 2010年4月10日『BIRD THE HATと見えないピンク』 （アームストロング主演）
- 2010年8月10日 - 2010年8月15日『野菜とキュウリとごめんなさい』 （かたつむり・林主演）
- 2010年8月31日 - 2010年9月3日『チャレンジ特別公演 金魚鉢』 （POISON GIRL BAND・吉田主演）
- 2010年12月27日 - 2010年12月30日『寅の微笑み、兎飛べ～少し変わった全部変わるか～』
- 2011年1月2日 - 2011年1月6日『寅の微笑み、兎飛べ～地に足なんて、着けてたまるか～』
- 2011年2月16日 - 2011年2月21日『シリーズ完結編 BIRD THE HAT vs キュウリ～虹色のピリオド～』 （アームストロング主演）
- 2011年6月21日 - 2011年6月26日『口悪お姫の泣き虫家来』 （伊藤修子主演）
- 2011年8月6日 - 2011年8月14日『わたあめ、チューした、タララッタ』
- 2011年12月26日 - 2011年12月30日『WE KISS LOVESTORY』
- 2012年1月2日 - 2012年1月6日『WE KISS LOVESTORY Ⅱ』
- 2012年6月6日 - 2012年6月10日『紫陽花と、うん! いたこっこ。』 （ライス主演）
- 2012年8月14日 - 2012年8月19日『ワクワクドキドキよ～いドン! ～WDYD～』
- 2012年12月26日 - 2012年12月30日『マジで忠臣蔵!! 前編』
- 2013年1月3日 - 2013年1月7日『マジで忠臣蔵!! 後編』
- 2013年5月15日 - 2013年5月21日『心を亡くす忘れる』 （御茶ノ水男子主演）